# Martina Hohenlohe

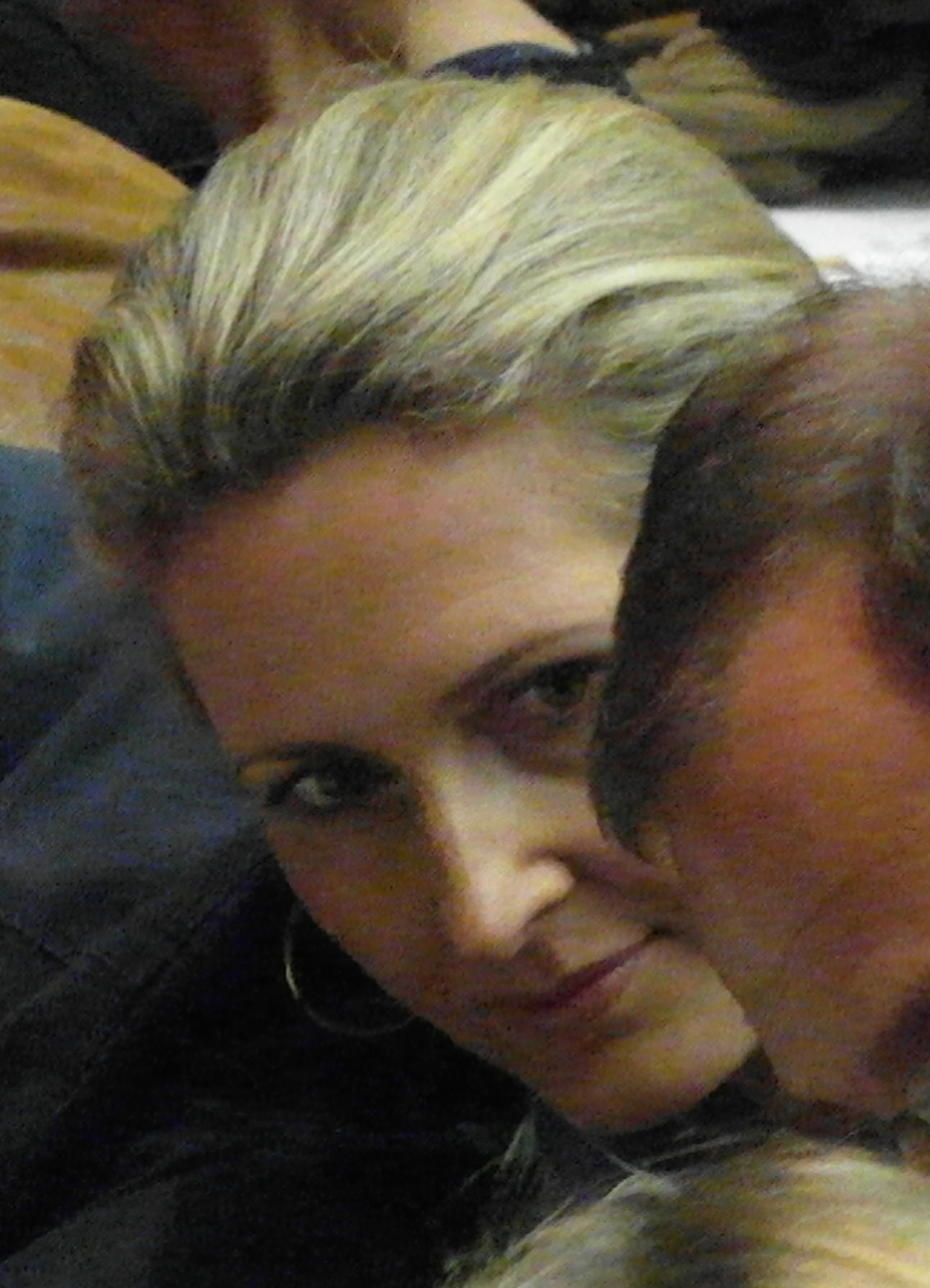
Martina Hohenlohe, 2011

Martina Hohenlohe, geboren als Martina Malle (* 30. April 1972 in Spittal an der Drau) ist eine österreichische Journalistin und Sachbuchautorin mit Schwerpunkt auf Kochen und Gastronomie.

## Werdegang
Nach ihrer Matura in Spittal an der Drau und einem Auslandsaufenthalt in Pennsylvania studierte sie an der Universität Wien Publizistik, Kunstgeschichte und Anglistik. Einen Studienabschluss erreichte sie 1998 in Publizistik mit der Hochschulschrift "Konflikt, Kommunikation und Öffentlichkeitsarbeit: das Modell der verständigungsorientierten Öffentlichkeitsarbeit und seine Anwendbarkeit ; untersucht an 12 Fallbeispielen ; eine Literaturrecherche".
Während des Studiums arbeitete sie als Journalistin für das Wochenendmagazin Freizeit der Tageszeitung Kurier. Seit 2005 ist sie Chefredakteurin des Restaurantführers Gault-Millau. Daneben arbeitet sie als Gastronomie-Bloggerin und Journalistin für andere Medien, etwa für die Tageszeitung Die Presse.
Die KMH Media-Consulting GmbH, deren Gesellschafter Martina und Karl Hohenlohe sind, betreibt die Website von Martina Hohenlohe und scheint auch im Impressum von Gault-Millau Österreich auf. Dieses Unternehmen ist laut der Datenbank firmen.wko.at der Wirtschaftskammer Österreich Inhaberin der Gewerbeberechtigungen Handelsgewerbe mit Ausnahme der reglementierten Handelsgewerbe und Handelsagent sowie Gastgewerbe in der Betriebsart Stehbuffet.

## Privates
Mit dem Gault-Millau-Herausgeber, Journalisten und Filmemacher Karl Hohenlohe ist sie seit 2004 verheiratet. Aus der Ehe gingen drei Kinder hervor. Die Familie lebt in Guntersdorf im Weinviertel.
Im Frühling 2016 unterstützen Martina und Karl Hohenlohe den Präsidentschaftskandidaten und späteren Bundespräsidenten Alexander Van der Bellen in dessen Wahlkampf.

## Werke
- Martina Hohenlohe. Mein wunderbarer Kochsalon Teil 2 – von Martina Hohenlohe: Weitere Rezepte aus dem Kochsalon – für Menschen mit hohen Ansprüchen und wenig Zeit, 2018. ISBN 978-3950405347
- Martina Hohenlohe. Wiener Küche: Zum Kennenlernen und Nachkochen, 2005. ISBN 978-3854313540
- Martina Hohenlohe. Mein wunderbarer Kochsalon – von Martina Hohenlohe: Rezepte für Menschen mit hohen Ansprüchen und wenig Zeit, 2017. ISBN 978-3950405347
- Martina Hohenlohe. “Die besten Familienrezepte aus dem Kochsalon” – Kochbuch Teil 3. 2019. ISBN 978-3950481204
- Martina Hohenlohe. Pasta – Die besten Nudel-Rezepte aus dem Kochsalon. 2020. ISBN 978-3950481211
- Martina Hohenlohe. EASY – Kochbuch Teil 5 für Neueinsteiger und Spätberufene. 2020. ISBN 978-3950481259
- Martina Hohenlohe. Dinner Party: Meine persönlichen Erfolgsrezepte für Gäste – wenig Aufwand in der Küche, viel Zeit am Tisch. Plus: Die besten Dekotipps, KMH Media-Consulting, Wien 2021, ISBN 978-3-9505094-0-3.

Gemeinsam mit Karl Hohenlohe: Gault&Millau Österreich, diverse Jahresausgaben, (Gault&Millau Österreich 2021: Restaurant-, Wein- und Hotelguide, Gault&Millau Österreich 2020: Restaurant- und Weinguide, Gault&Millau Österreich 2019: Restaurant- und Weinguide, Gault&Millau Hüttenguide Tirol 2020: Die besten Almhütten Tirols getestet & bewertet, Gault&Millau Hotelguide 2021: Die besten Hotels in Österreich und Südtirol, ..)